# Грейпвайн
Вузол грейпвайн (від англ. grapevine — «виноградна лоза»), або подвійний рибальський вузол — використовується для зв'язування мотузок як однакової, так і різної товщини і для в'язання мотузкових петель.

## Переваги
- Має найбільшу міцність з усіх вузлів для зв'язування мотузки — до 56 %;
- Надійний;
- Не потребує контрольних вузлів.

## Недоліки
- Після зняття навантаження важко розв'язується;

Вузол грейпвайн по кроках

- Відносна складність зав'язування.

## Застосування
Вузол застосовується для зв'язування мотузок однакового й різного діаметра (в альпінізмі — тільки для мотузок однакового діаметра), стрічок, в'язання петель-відтяжок, петель для закладок.
Грейпвайн у формі краплі:

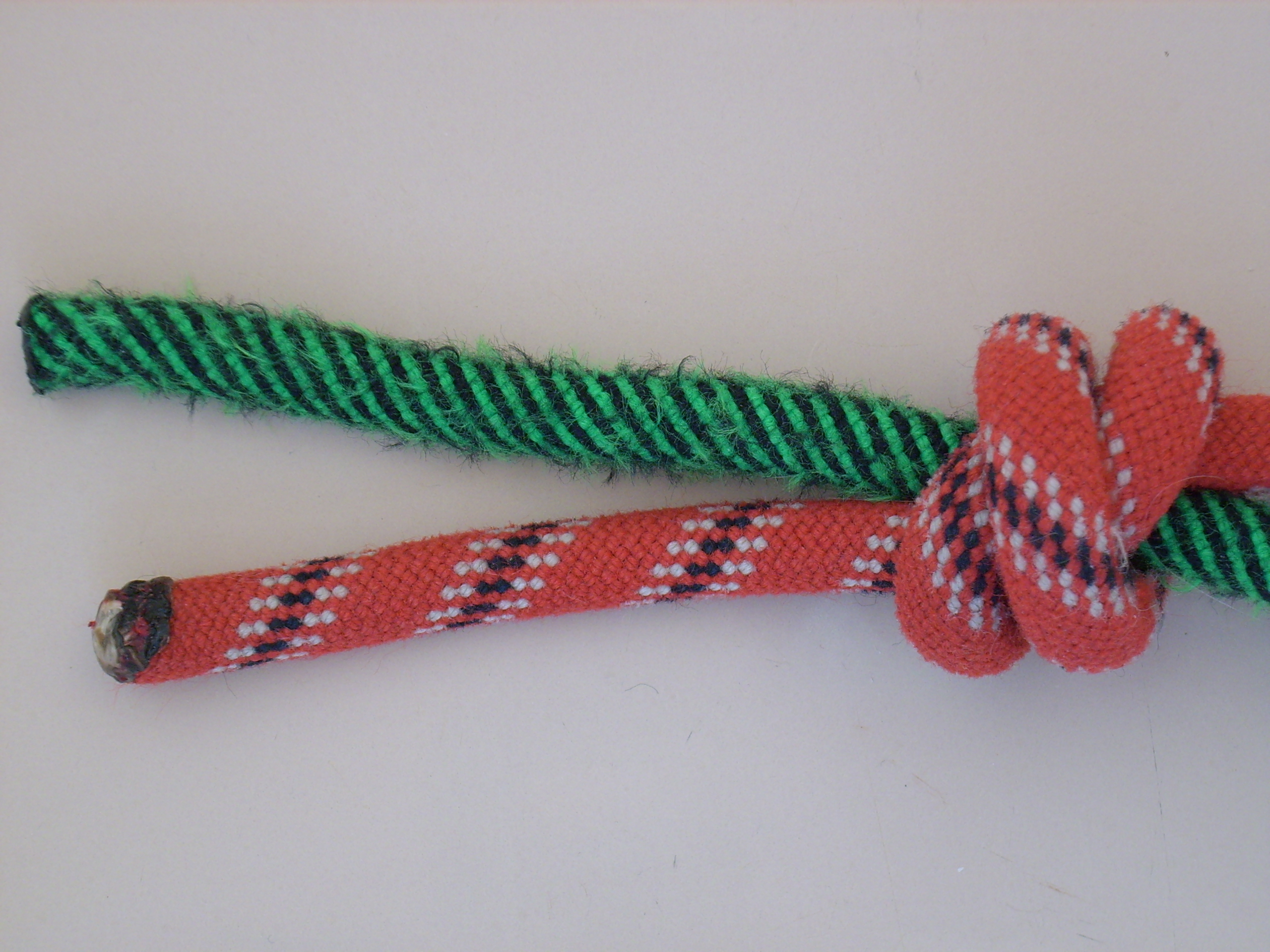
1
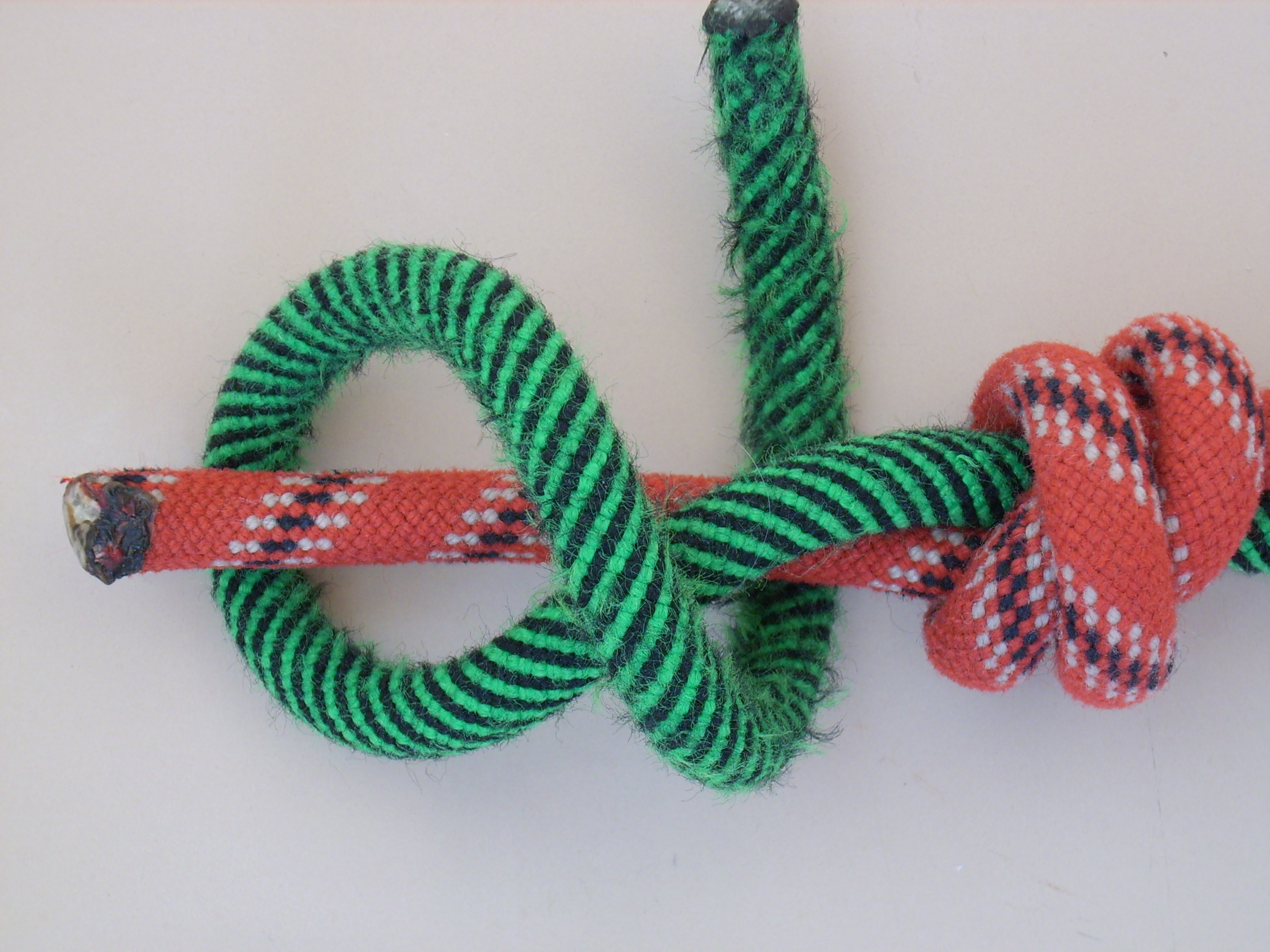
2
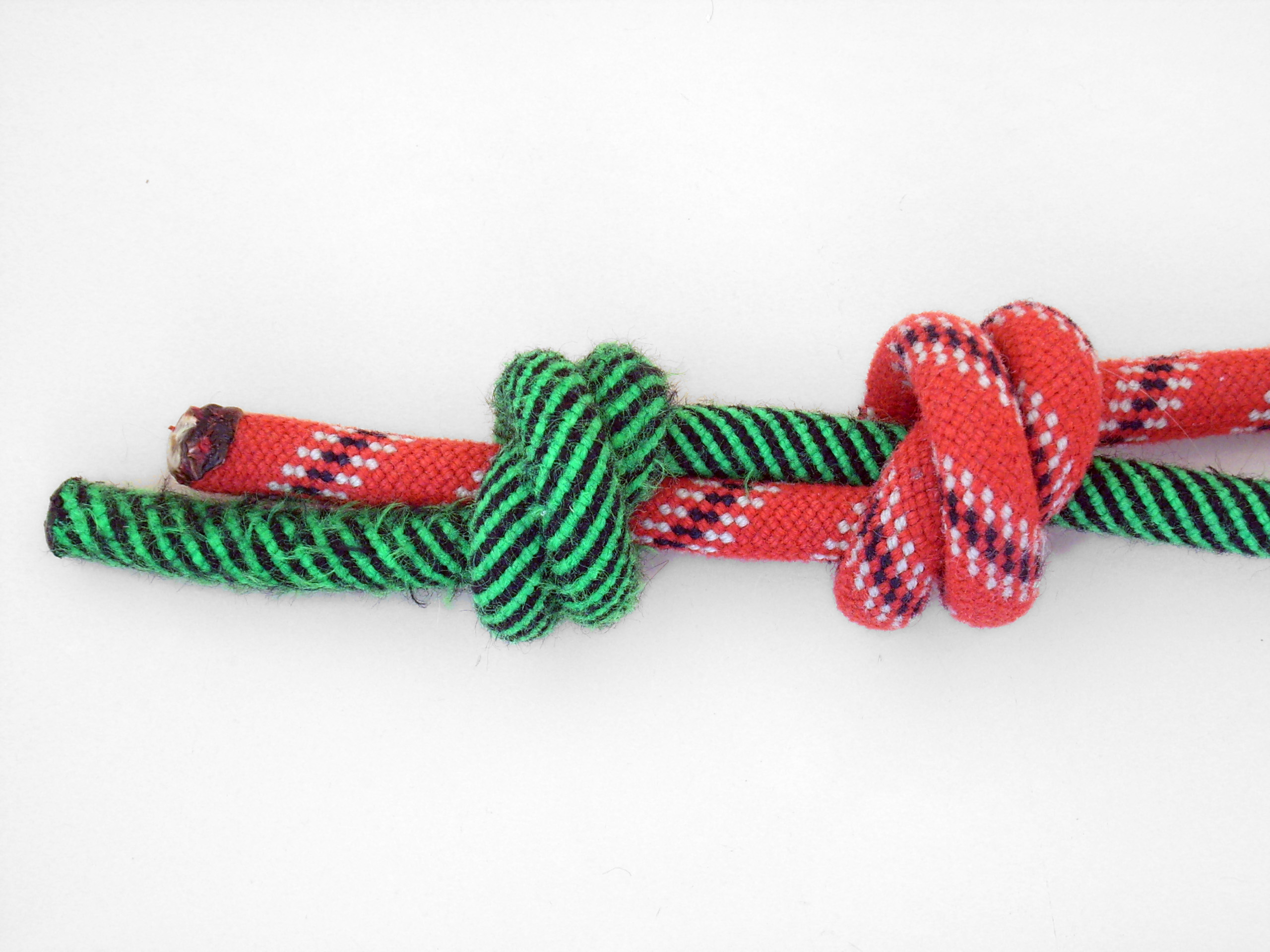
3
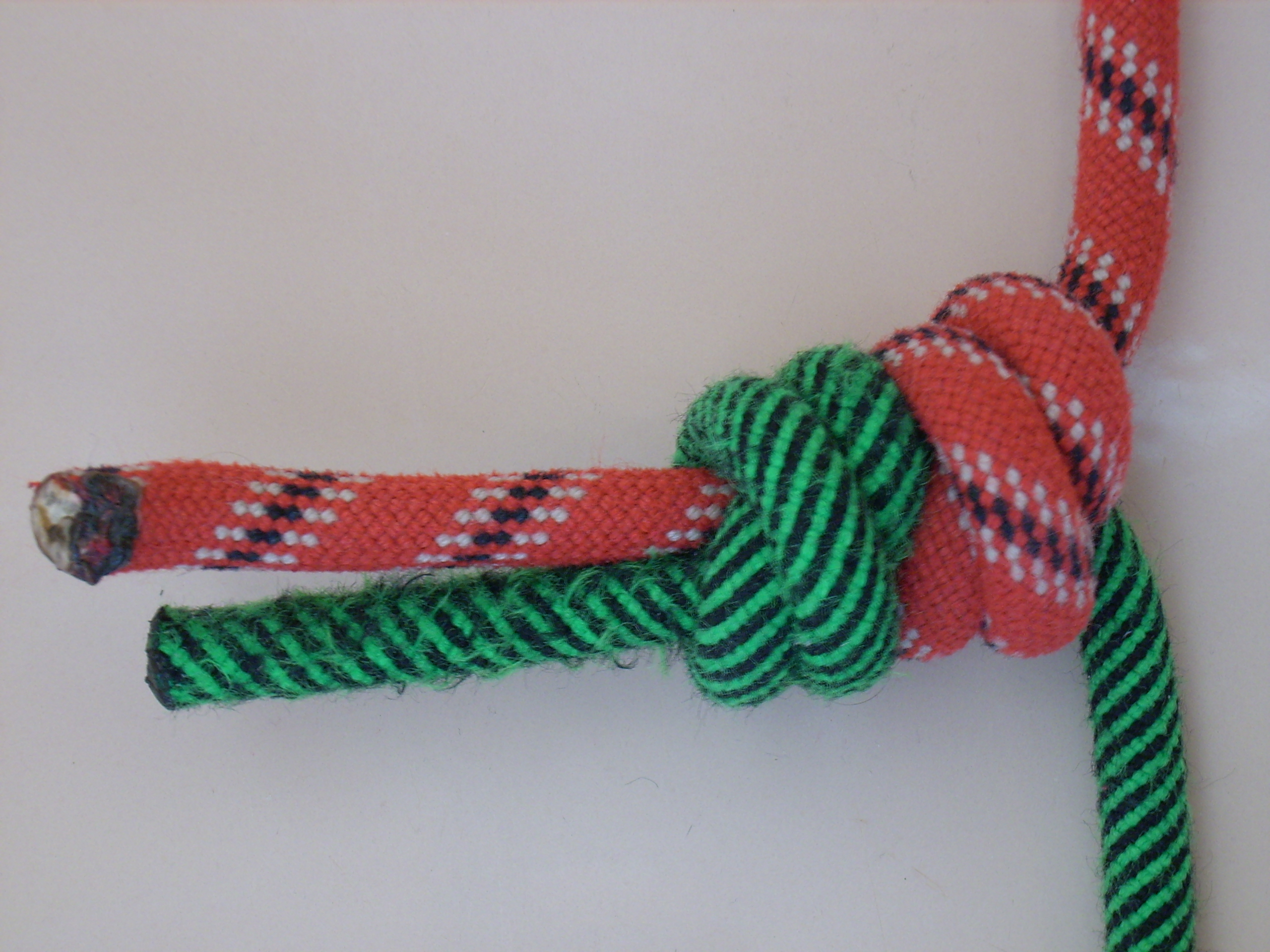
готово

Грейпвайн у лінійній формі:

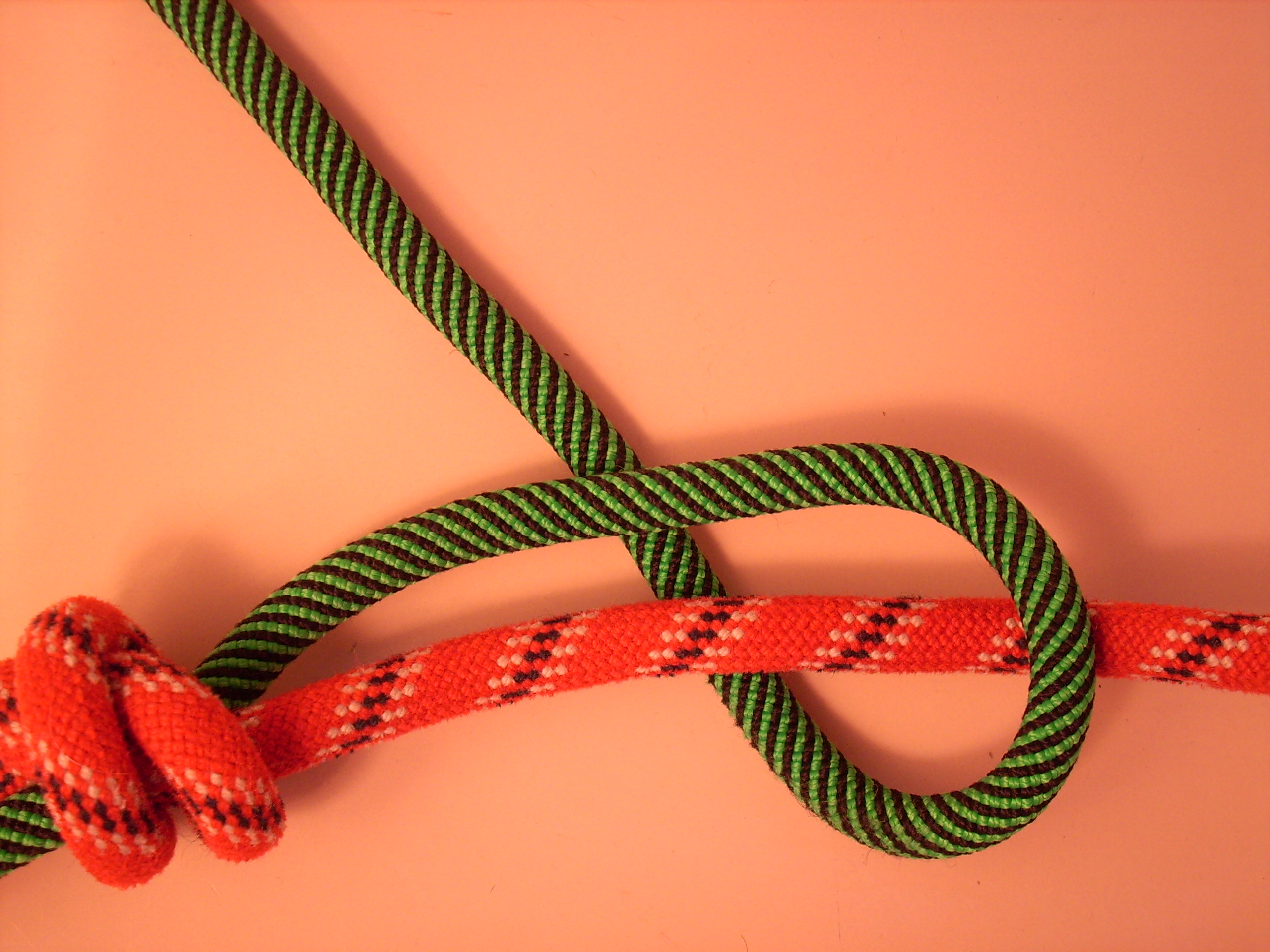
1
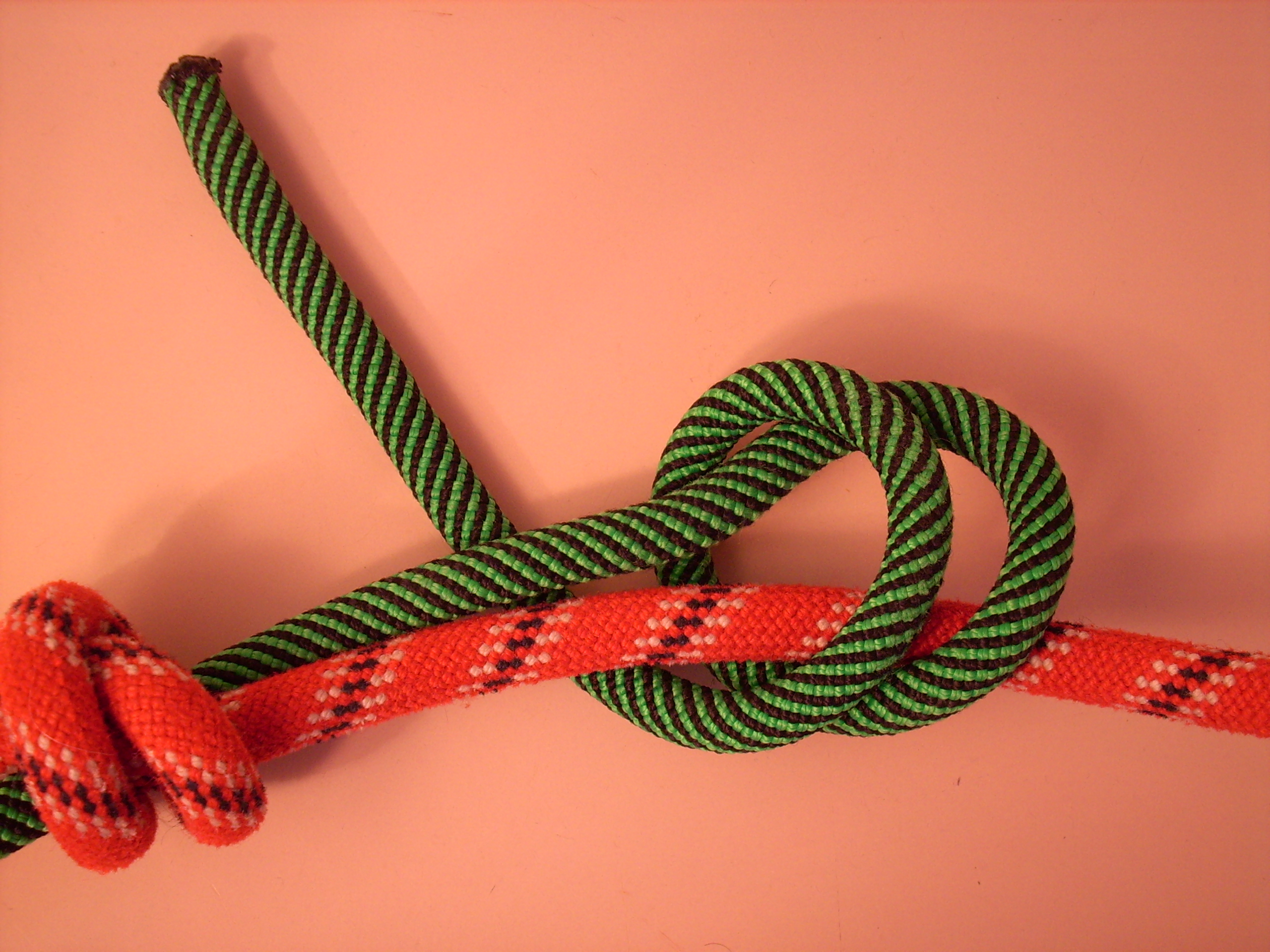
2
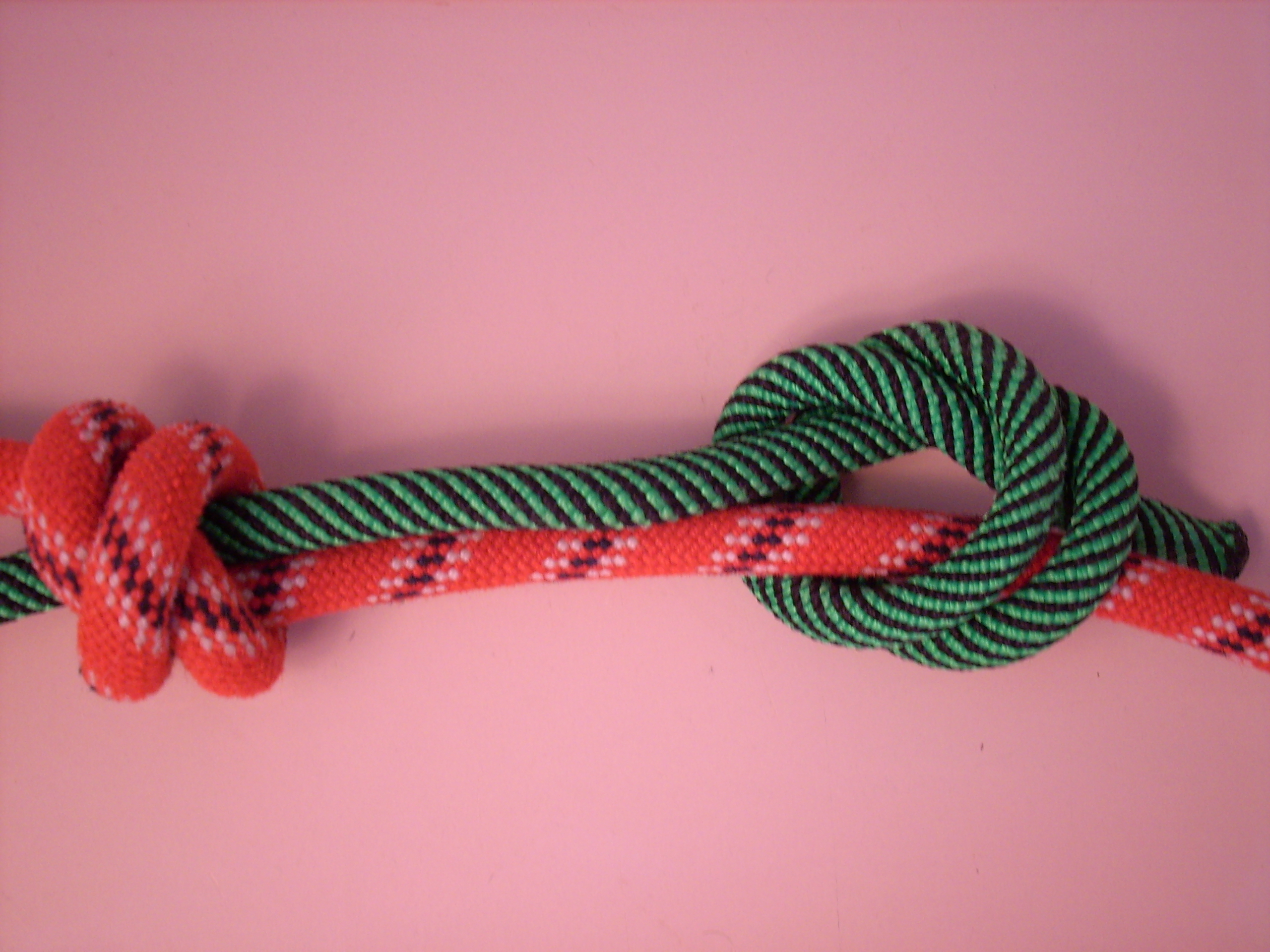
3
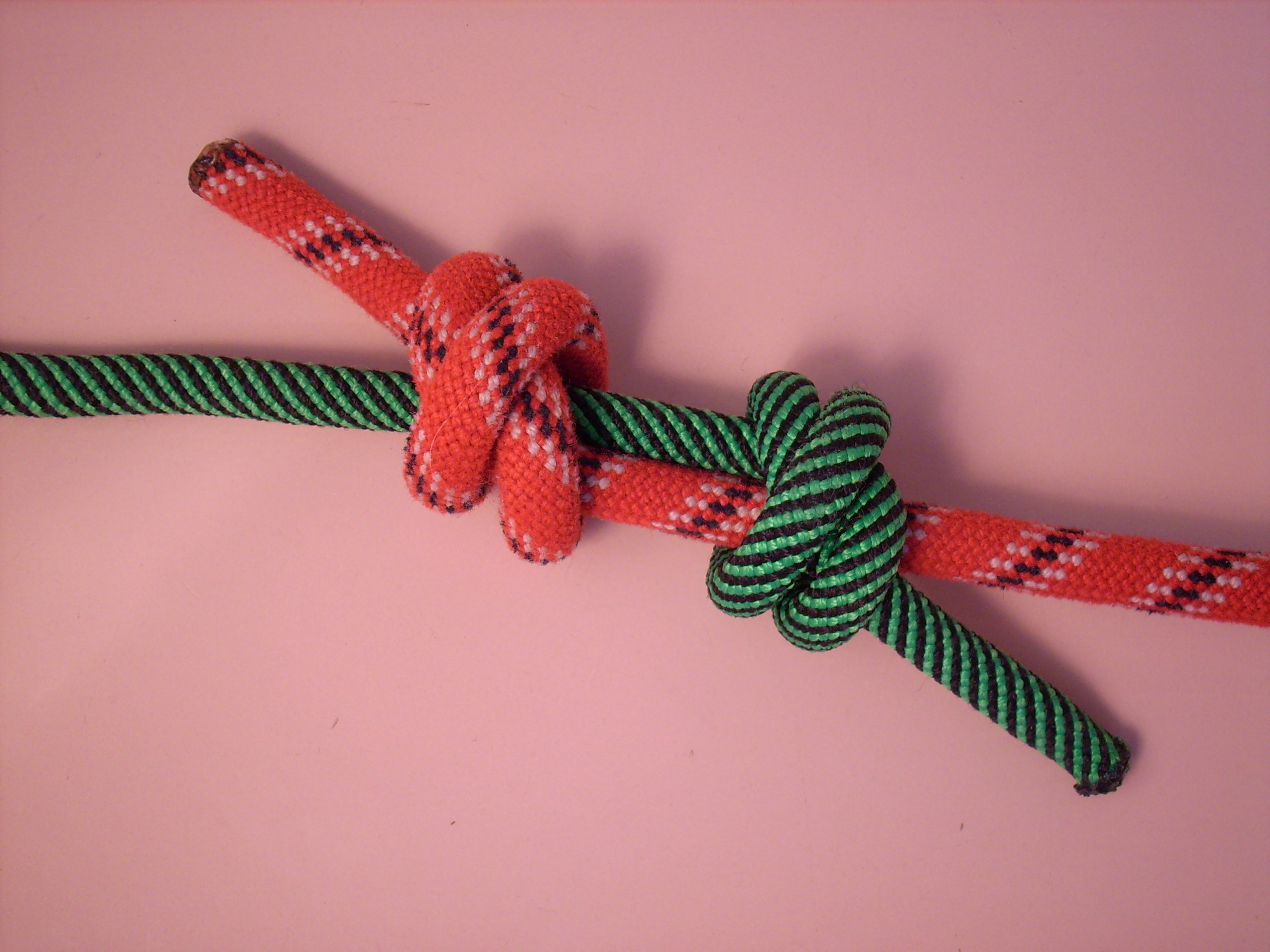
4